# تشارلز هورتون بيك
تشارلز هورتون بيك (بالإنجليزية: Charles Horton Peck)‏ هو عالم نبات أمريكي، ولد في 30 مارس 1833 في Sand Lake, New York ‏ في الولايات المتحدة، وتوفي في 11 يوليو 1917 في ميناندز في الولايات المتحدة.